# Walter Lübcke

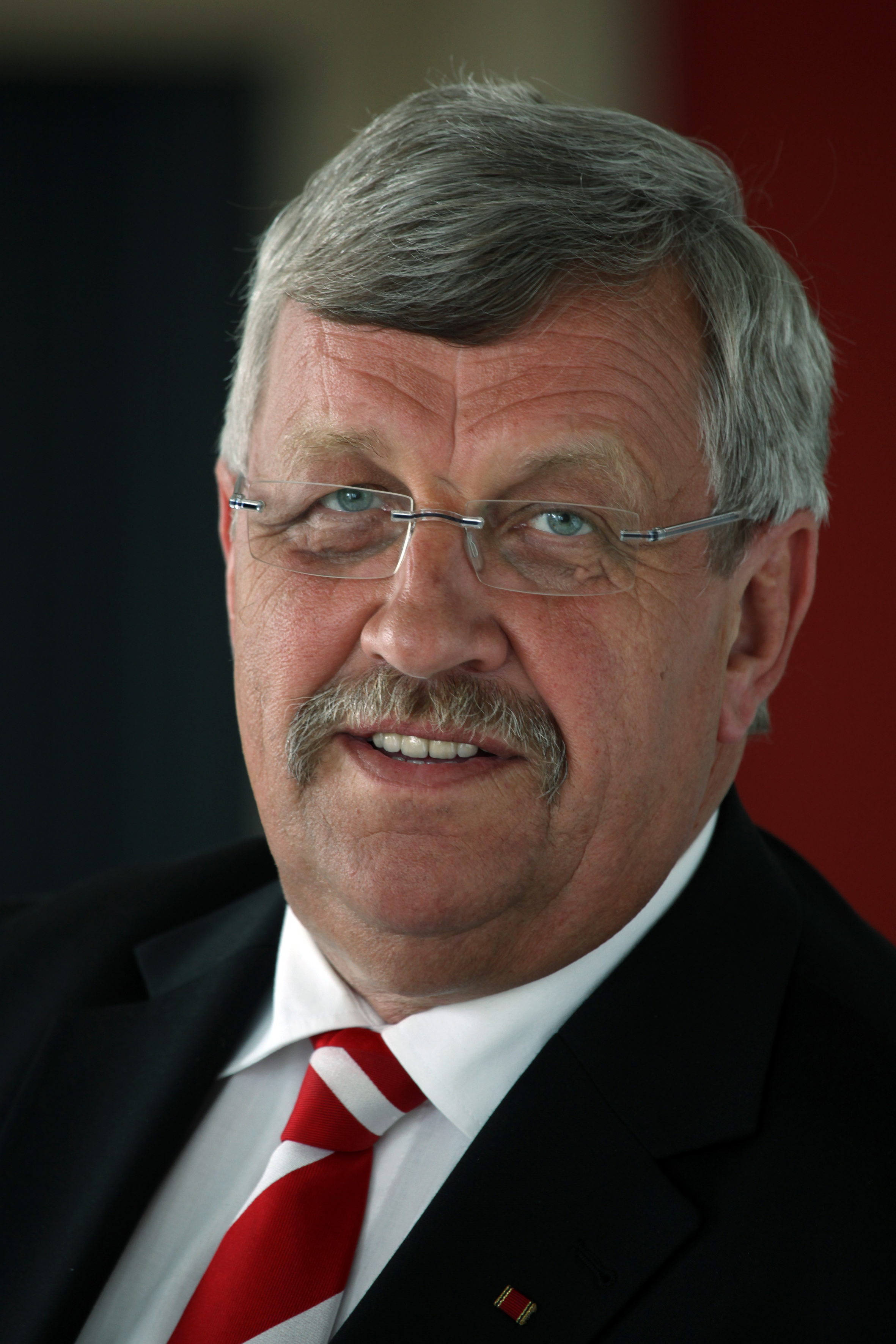
Walter Lübcke (2009)

Walter Lübcke (* 22. August 1953 in Bad Wildungen; † 2. Juni 2019 in Wolfhagen-Istha) war ein deutscher Politiker (CDU). Er war von 1999 bis 2009 Abgeordneter des Hessischen Landtags und von 2009 bis zu seinem Tod Regierungspräsident im Regierungsbezirk Kassel. 2015 wurde er durch sein Engagement für Flüchtlinge und seinen Widerspruch gegen Pegida-Anhänger deutschlandweit bekannt.
Am 1. Juni 2019 wurde Lübcke auf der Veranda vor seinem Wohnhaus mit einem Kopfschuss aus geringer Entfernung ermordet. Der Rechtsextremist Stephan Ernst gestand die Tat nach seiner Festnahme und nannte als sein Tatmotiv, Lübcke für dessen Einsatz für Geflüchtete zu bestrafen. Ernst wurde am 28. Januar 2021 zu einer lebenslangen Freiheitsstrafe verurteilt. Der Mordfall Walter Lübcke, seine Hintergründe und Folgen wurden bundesweit diskutiert.

## Ausbildung, Berufe, Familie
Walter Lübcke absolvierte eine Ausbildung zum Bankkaufmann. Nach acht Jahren Wehrdienst als Zeitsoldat ließ er sich zum Personalfachkaufmann fortbilden. 
Er arbeitete als Assistent für Presse- und Öffentlichkeitsarbeit bei der documenta 7 und studierte Wirtschaftswissenschaften an der Gesamthochschule Kassel mit Schwerpunkt Personalwirtschaft und Arbeitsökonomie.
Parallel zu seiner Tätigkeit als freier Referent für wirtschaftspolitische Themen erfolgte 1991 seine Promotion mit dem Titel Die frühen wirtschaftlichen Planungsversuche in der Sowjetunion: 1924–1928; Sozialismus zwischen Utopie und Pragmatismus.
Mit seiner Ehefrau führte Lübcke als Landwirt in Wolfhagen-Istha einen Nebenerwerbsbetrieb. 2009 übergab er den Betrieb seinen beiden erwachsenen Söhnen und einem Neffen, die ihn zu einer Firma für Sonnenenergie ausbauten.

## Bildungsarbeit
Von 1986 bis 1999 war Lübcke Leiter des Instituts für berufliche und politische Bildung in Rosbach vor der Höhe (Hessen). In den 1990er Jahren war er zudem der erste Leiter der Jugendbildungsstätte Haus Mühlberg in Ohrdruf (Thüringen). Dort gab es nach der Wende eine starke Neonaziszene. Der Thüringer Heimatschutz, aus dem die Terrorgruppe Nationalsozialistischer Untergrund (NSU) entstand, veranstaltete dort regelmäßige Aufmärsche. Häufig wurden „nichtrechte“ Jugendliche in und um Ohrdruf gewaltsam angegriffen. In Zusammenarbeit mit der Stadtverwaltung organisierte Lübcke die Sanierung von Haus Mühlbeck und besorgte Fördergelder dafür. Ab 1991 veranstaltete er regelmäßig Sommercamps in Ohrdruf, zu denen Jugendliche aus ganz Thüringen kamen. Er lud Politiker zu Workshops und Diskussionen über Demokratie ein. Gegen zunehmende rechtsextreme Gewalt organisierte er ab 1993 im Haus Mühlberg mehrere Konzerte unter dem Motto „Rock gegen Gewalt“. Zeitzeugen erinnerten sich an keine Drohungen gegen Lübcke aus jener Zeit. Jedoch schützte ein Sicherheitsdienst die Veranstaltungen im Haus Mühlberg vor möglichen rechtsextremen Angriffen.

## Politik und sonstige Ämter
Lübcke war seit 1986 Mitglied der CDU und von 1987 bis 2009 stellvertretender Stadtverbandsvorsitzender in Wolfhagen, von 1994 bis 2009 Kreisvorsitzender der CDU Kassel-Land und von 1997 bis 2009 stellvertretender Bezirksvorsitzender der CDU Kurhessen-Waldeck. Er war von 1989 bis 2009 Mitglied der Stadtverordnetenversammlung Wolfhagen und dort von 1997 bis 2006 als stellvertretender Stadtverordnetenvorsteher aktiv.
Im Hessischen Landtag war er vom 5. April 1999 bis 2009 Abgeordneter. Während er bei der Landtagswahl in Hessen 1999 und 2008 über die Landesliste gewählt wurde, konnte er bei der Landtagswahl in Hessen 2003 den Wahlkreis Kassel-Land I gewinnen. Im Landtag war er verkehrspolitischer Sprecher der Fraktion. Ab April 2003 war er stellvertretender Vorsitzender im Unterausschuss für Heimatvertriebene, Aussiedler, Flüchtlinge und Wiedergutmachung und Mitglied im Ausschuss für Wirtschaft und Verkehr, Kulturpolitischen Ausschuss, Kuratorium der Hessischen Landeszentrale für politische Bildung, Landeskuratorium für Weiterbildung in Hessen sowie im Verwaltungsausschuss beim Staatstheater Kassel.
Bei der Landtagswahl in Hessen 2009 unterlag Lübcke seiner SPD-Mitbewerberin und schied aus dem Landtag aus, da die CDU viele Direktmandate gewonnen hatte. Im Mai 2009 ernannte Innenminister Volker Bouffier ihn als Nachfolger von Lutz Klein zum Regierungspräsidenten in Kassel.
Neben seiner politischen Tätigkeit gehörte Lübcke dem Kuratorium der Landeszentrale für politische Bildung in Wiesbaden, dem Verwaltungsausschuss des Staatstheaters Kassel und dem Beirat der Flughafen Kassel GmbH an.
Er förderte früh erneuerbare Energien und Windparks im ländlichen Raum. Seit seiner Ernennung zum Regierungspräsidenten kritisierten politische Gegner mangelnde Neutralität bei der Antragsprüfung für solche Projekte. Umwelt- und Vogelschützer warfen ihm vor, mit von der Industrie bezahlten Gefälligkeitsgutachten Windkraftanlagen im schützenswerten Reinhardswald durchzusetzen. Dagegen betonte Lübcke, die Regionalversammlung Nordhessen habe die Vorrangflächen für Windenergie überparteilich festgelegt.
Als Regierungspräsident setzte sich Lübcke für den Ausbau des Flughafens, von Autobahnen und Schienen ein. Auf Wunsch von Ministerpräsident Volker Bouffier wollte er ein halbes Jahr über seine Altersgrenze hinaus im Amt bleiben. Wenige Tage vor seinem Tod feierte er sein zehnjähriges Dienstjubiläum. Er galt als offen, kommunikativ und bürgernah.

## Anfeindungen und Morddrohungen
Jahre bevor Lübcke bundesweit bekannt wurde, führte das Terrortrio NSU ihn auf einer Feindesliste mit rund 10.000 Namen. Dort stand er laut Ermittlern im hinteren „8000er Bereich“. Die Liste wurde zwischen April 2006 (dem NSU-Mord an Halit Yozgat in Kassel) und November 2011 (als das NSU-Trio entdeckt wurde) erstellt.
Als Regierungspräsident hielt Lübcke 2015 in mehreren Ortschaften des Regierungsbezirks Kassel ohne größere Zwischenfälle Informationsveranstaltungen zu geplanten Flüchtlingsunterkünften ab. Am 14. Oktober 2015 informierte er eine Bürgerversammlung in Lohfelden über eine Erstaufnahmeunterkunft des Landes Hessen im Ort. Laut Lübckes damaligem Pressesprecher stand auch dort die Bürgermehrheit dem Projekt positiv gegenüber. Augenzeugen und Recherchen zufolge hatten sich jedoch Anhänger von Kagida, dem Kasseler Pegida-Ableger, für gezielte Störrufe im Saal verteilt und Lübcke mehrmals beschimpft und ausgebuht. Darauf sagte er:

„Ich bin stolz drauf, dass wir als Regierungspräsidium mit der Mannschaft, mit den Ehrenamtlichen hier, dazu beitragen, da danke ich aber auch den Schülern, was ich in der Zeitung gesehen habe, und den Lehrern. Ich hab mich hier mal für die Schule mal eingesetzt, dass wir auch das in der Schule weitergeben, trägt auch Früchte davon, dass wir eine tolle Schule haben, dass wir mit Kirchen, die eine Wertevermittlung haben, wo wir sagen, es lohnt sich in unserem Land zu leben. Da muss man für Werte eintreten, und wer diese Werte nicht vertritt, der kann jederzeit dieses Land verlassen, wenn er nicht einverstanden ist. Das ist die Freiheit eines jeden Deutschen.“

Sofort nach der Veranstaltung verbreiteten Kagida-Anhänger ein kurzes Video mit Lübckes Schlussaussagen über YouTube und Facebook, das aber die vorangegangenen Beleidigungen wegließ. Bis zum Folgetag erhielt er rund 350 E-Mails, teils mit Morddrohungen, sodass der Gesamtvorgang verabredet wirkte. Er gab alle Mails zur strafrechtlichen Prüfung an die Staatsanwaltschaft weiter und erhielt zeitweise Polizeischutz. Viele der Hassmails und Drohungen kamen laut Lübckes Sprecher von sogenannten Reichsbürgern.
Am Folgetag äußerte Lübcke, es sei ein Fehler von ihm gewesen, auf die Provokationen einzugehen, „ohne die Anwesenden über Lautsprecher darüber zu informieren, was vorn für Beleidigungen gefallen sind“. Er verwies auf die große Hilfsbereitschaft für Flüchtlinge vor Ort und betonte, seine Aussage sei nur an die Staatsverächter im Publikum gerichtet gewesen. Auf deren häufige Zwischenrufe wie „Scheiß Staat“ und auf „hämische Bemerkungen“ habe er an die christlichen Werte der Verantwortung und Hilfe für Menschen in Not erinnert:

„Ich wollte diese Zwischenrufer darauf hinweisen, dass in diesem Land für jeden und für jede, die diese Werte und die Konsequenzen aus unseren Werten so sehr ablehnen und verachten, die Freiheit besteht, es zu verlassen; im Gegensatz zu solchen Ländern, aus denen Menschen nach Deutschland fliehen, weil sie diese Freiheit dort nicht haben.“

Am selben Tag veröffentlichte der rechtsextreme Blog Politically Incorrect (PI-News) einen Kurztext, der Lübcke falsch zitierte: „Wem das nicht passt, hat das Recht und die Möglichkeit, das Land zu verlassen“. Dazu gab der Blog Adresse und Telefonnummer von Lübckes Büro bekannt. Darunter erschien mehrfach Lübckes private Anschrift. Kommentare riefen dazu auf, dort vorbeizuschauen. Manche kündigten Lübckes Tod an („Der Kasper aus Kassel macht es nicht mehr lange“). Dann verbreitete PI den Videoausschnitt mit Lübckes Antwort und der Notiz „Abgelegt unter Volksverräter“. Darunter posteten in den Folgewochen hunderte Kommentatoren Gewaltfantasien und Mordaufrufe. Sie stilisierten Lübcke zum Musterbeispiel deutscher Politiker, die angebliche Geheimpläne der „Globalisten“ und der „Neuen Weltordnung“ zum Austausch der weißen Bewohner durch fanatische Muslime umsetzen wollten. Als Beleg dafür erschien eine Fotografie, die Lübcke beim Besuch der Jüdischen Gemeinde Kassel unter deren Davidstern zeigt. Die rechtsextreme Seite „Nürnberg 2.0 Deutschland – Netzwerk demokratischer Widerstand“ führte Lübcke auf einer Feindesliste: Er habe sich an der „Islamisierung, der Entdemokratisierung, der Umvolkung Deutschlands“ beteiligt.
Angesichts der aggressiven Reaktionen warnte der Kasseler SPD-Geschäftsführer Patrick Hartmann bereits am 16. Oktober 2015 vor dem Gefahrenpotential des Videos und meinte, Lübckes Reaktion sei bewusst durch einige wenige Anwesende provoziert worden: „Es ist verantwortungslos, dieses Video so verkürzt zu posten und den Zusammenhang falsch darzustellen. Die dafür verantwortlich sind, spielen mit den Ängsten der Menschen und haben keine Lösungen.“
Bei einer Pegida-Kundgebung am 19. Oktober 2015 in Dresden kommentierte der Redner Akif Pirinçci Lübckes Aussage: Die „Macht“ in Deutschland scheine „die Angst und den Respekt vor dem eigenen Volk so restlos abgelegt zu haben, dass man ihm schulterzuckend die Ausreise empfehlen kann, wenn er gefälligst nicht pariert“. Es gebe zwar auch andere Alternativen, aber „die KZs sind ja leider derzeit außer Betrieb“. Für seine Rede wurde Pirinçci später wegen Volksverhetzung verurteilt.
Auch in den Folgejahren (Januar 2016 und Februar 2018) verbreiteten verschiedene Personen den rund einminütigen Videoclip von Lübckes Antwort immer wieder im Netz. Stets begleiteten Gewaltaufrufe, Morddrohungen (etwa: „Aufhängen diese Schweine“) und öfter auch Bilder von Galgen und Pistolen die Videolinks. Die Hasskommentare gegen Lübcke blieben jahrelang online stehen (etwa: „Den Kerl sollte man gleich an die wand stellen“; „auf der Stelle abknallen, diesen Bastard !“).
Im Februar 2019 griffen zwei rechtsextreme Blogs den Videoausschnitt ohne aktuellen Anlass und Hinweis auf sein Alter wieder auf und verzerrten dabei Lübckes Aussage. Ein bekannter Reichsbürger-Blog verbreitete den Clip sofort weiter. Seitdem wurde Lübcke erneut und verschärft bedroht. Die AfD-Politikerin Erika Steinbach, die Anfang 2017 aus der CDU ausgetreten war, hatte den Clip im Mai 2017 auf Twitter und Facebook verlinkt und teilte ihn am 18. Februar 2019 abermals mit ihren rund 80.000 Twitter- und 40.000 Facebook-Followern. Auf Twitter kommentierte sie: „Zunächst sollten die Asylkritiker die CDU verlassen, bevor sie ihre Heimat aufgeben!“ Auf Facebook ergänzte sie: „Nichts hat sich nämlich wirklich gebessert…“. Demnach wusste sie, dass sie eine alte Information wieder hervorholte. Droh- und Mordaufrufe unter ihrem Facebook-Post wurden nicht entfernt.
Die direkt an Lübcke adressierten Hassmails liefen jedoch vor längerer Zeit aus. Nach Angaben aus dem Kasseler Regierungspräsidium gingen kurz vor Lübckes Ermordung keine politisch motivierten Drohungen gegen ihn mehr ein.

## Ermordung
Am 1. Juni 2019 zwischen 23:20 und 23:30 Uhr erschoss der Rechtsextremist Stephan Ernst Lübcke nach einem kurzen Wortwechsel auf der Terrasse seines Wohnhauses. Am 2. Juni 2019 um 0:30 Uhr fand Lübckes jüngerer Sohn ihn leblos und mit einer Kopfwunde vor. Nach erfolglosen Wiederbelebungsversuchen stellte die Kreisklinik Wolfhagen um 2:35 Uhr Lübckes Tod fest.
Am 15. Juni 2019 nahm die Polizei Ernst als dringend Tatverdächtigen fest und überführte ihn mit DNA-Spuren an Lübckes Hemd und der Tatwaffe. Am 25. Juni gestand Ernst die Tat und gab an, er habe am 14. Oktober 2015 an der Bürgerversammlung in Lohfelden teilgenommen und sich stark über Lübckes dortige Aussagen empört. Seitdem habe er erwogen, Lübcke zu töten, und sei deshalb seit 2017 schon mehrmals bewaffnet zu dessen Haus gefahren. Später beschuldigte er seinen Helfer Markus H. als ausführenden Täter. Am 5. August 2020 in seinem Strafprozess räumte er jedoch ein, dass er selbst den tödlichen Kopfschuss abgefeuert hatte. Am 28. Januar 2021 verurteilte das Gericht ihn dafür zu einer lebenslangen Freiheitsstrafe, stellte die besondere Schwere der Schuld fest und ließ eine spätere Sicherungsverwahrung zu. Markus H. wurde von Mordbeihilfe freigesprochen. Gegen diesen Freispruch beantragte die Familie Lübcke am 3. Februar 2021 Revision.
Am 25. August 2022 wies der Bundesgerichtshof die Revision zurück. Damit wurde das Urteil endgültig rechtskräftig.

## Trauer und Gedenken
Am 13. Juni 2019 fand in der Kasseler Martinskirche ein von tausenden Bürgern besuchter Trauergottesdienst statt. Trauerreden hielten Hessens Ministerpräsident Volker Bouffier, der Kasseler Oberbürgermeister Christian Geselle und andere. In allen Dienststellen des Regierungspräsidiums lagen Kondolenzlisten aus. Alle hessischen Regierungspräsidien und oberen Landesbehörden hatten Trauerbeflaggung angeordnet.
Am 15. Juni 2019 wurde Lübcke nach einem Trauergottesdienst für seine Angehörigen, Freunde und Wegbegleiter in Wolfhagen-Istha beigesetzt. Am 22. Juni 2019 hielten der evangelische Kirchenkreis und die Stadtverordneten von Wolfhagen dort eine Mahnwache für ihn mit hunderten Teilnehmern ab. Redner betonten die christlichen Impulse seines Handelns und riefen zum Widerstand gegen Rechtsextremismus auf. Am Nachmittag demonstrierten rund 2000 Menschen in Kassel gegen „rechten Terror“, für Verbot und Auflösung der rechtsextremen Gruppe Combat 18, erinnerten an Lübcke und den NSU-Mord an Halit Yozgat (2006) und warfen weiße Rosen in die Fulda. Dazu aufgerufen hatten 60 lokale Organisationen.
In mehreren Landtagen und im Bundesrat gab es Ende Juni 2019 Schweigeminuten zum Andenken Lübckes. Am 27. Juni 2019 demonstrierten rund 10.000 Menschen vor dem Regierungspräsidium Kassel für „Demokratie, Toleranz, Vielfalt und Weltoffenheit“.
Am 1. Dezember 2019, dem hessischen Verfassungstag, verlieh Volker Bouffier Lübcke nachträglich die Wilhelm-Leuschner-Medaille des Landes Hessen, im Januar 2020 zudem den Herkules-Ehrenpreis. Außerdem lobte das Land Hessen den neuen Walter-Lübcke-Demokratie-Preis für Personen, Vereine oder Institutionen aus, die sich besonders für demokratische Werte einsetzen.
Im Mai 2020 ließ das Kasseler Regierungspräsidium ein großes Banner mit dem Schriftzug „Demokratische Werte sind unsterblich“ an seinem Gebäude aufhängen. Damit begann die schon 2018 gegründete nordhessische Initiative Offen für Vielfalt – Geschlossen gegen Ausgrenzung eine landesweite Kampagne, die das Andenken an Walter Lübcke und sein Engagement für eine offene, tolerante Gesellschaft lebendig halten will. Sie veröffentlichte zudem ganzseitige Anzeigen in Medien, Plakate in Bussen, Bahnen, Geschäften, Büros und weitere große Banner an anderen Standorten der Region um Kassel. Viele Unternehmen, Vereine und Organisationen aus der Region unterstützen die Initiative.
Am 22. Juni 2020 beschloss der Kreistag in Vellmar (Kreis Kassel), die Wilhelm-Filchner-Schule in Wolfhagen in Walter-Lübcke-Schule umzubenennen.
Zum Geburtstag Lübckes am 22. August 2020 benannte das Regierungspräsidium Kassel einen großen Sitzungssaal in Walter-Lübcke-Saal um. Im Juli 2022 nannte auch die Bezirksregierung Arnsberg ihren Sitzungssaal so.
Das Regierungspräsidium Kassel und die Deutsche Post AG gaben 2020 eine Briefmarke mit Lübckes Porträt heraus, deren Verkaufserlös für ein Kunstwerk zu Lübcke, seiner Ermordung, deren Hintergründen und Folgen vorgesehen ist. Die Kunsthochschule, der Kunstverein und die Bürgerstiftung Kassel unterstützten das Projekt. Im Herbst 2021 entschied sich eine Fachjury für den Entwurf von Natascha Sadr Haghighian.
Ein Dr.-Walter-Lübcke-Haus führte im Juli 2020 die Gemeinde Edertal im Ortsteil Anraff ein, wo Lübcke aufgewachsen war. Ebenso nannte die CDU Kassel und Kassel-Land im Juli 2022 ihre Kreisgeschäftsstelle. Im Juni 2021 wurde in Kassel die ehemalige Karl-Branner-Brücke in Walter-Lübcke-Brücke umbenannt. In Fulda beschloss der Magistrat, eine Straße Dr.-Walter-Lübcke-Straße zu nennen. Die Stadt Allendorf (Lumda) nannte eine Straße Dr.-Walter-Lübcke-Ring. Einen Dr.-Walter-Lübcke-Platz führten bis Ende 2023 folgende Kommunen ein: Neu-Anspach, Langen, Lohfelden, Niestetal, Rosbach, und Sprendlingen (Dreieich).
Zum fünften Jahrestag der Ermordung Lübckes rief seine Familie deutsche Politiker dazu auf, gegen rechtsextreme Angriffe standhaft zu bleiben, sich nicht einschüchtern zu lassen, nicht von ihren Überzeugungen und Haltungen abzuweichen. Haupt- und ehrenamtliche Politiker müssten deutlich besser vor solchen Angriffen geschützt werden. Anlass war eine Serie von Körperverletzungen und Drohungen gegen Wahlkämpfer zur Europawahl 2024 in Deutschland. Bei der Gedenkfeier der Evangelischen Kirchengemeinde Kassel-Mitte, des Regierungspräsidiums Kassel und der Demokratie-Initiative „Offen für Vielfalt“ erklärte Bundespräsident Frank-Walter Steinmeier: Man wisse nicht, ob Lübckes Ermordung hätte verhindert werden können. Aber der Staat habe Rechtsextreme zu lange als bloße Einzeltäter eingestuft und zu wenig gegen die Gefahr des Rechtsterrorismus getan. Rechtsextremismus sei mitunter salonfähig und partyfähig geworden und müsse gesamtgesellschaftlich bekämpft werden.
Ab dem sechsten Todestag Lübckes ließ der Verein Offen für Vielfalt das Theaterstück „Man muss für Werte eintreten. Der Mord an Walter Lübcke“ in Schulen, Gemeinde- und Kulturzentren Nordhessens aufführen. Es zeigt die Radikalisierung des Mörders, das Leid der Familie Lübckes und die Notwendigkeit von Zivilcourage und Einsatz für die Demokratie, damit sich solche Taten nicht wiederholen. Lübckes Familie unterstützte das Stück; Christoph Lübcke war bei seiner Erstaufführung in Frankenberg anwesend und sprach danach mit Besuchern darüber. Viele gerade jüngere Zuschauer zeigten sich stark betroffen.
Beim Gedenkgottesdienst in der Kasseler Martinskirche am 2. Juni 2025 versandten rund 250 Teilnehmer mit Luftballons Grußkarten mit dem Text „Haltung zeigen für die Demokratie“. Der Kasseler Regierungspräsident Mark Weinmeister versprach, Lübckes Andenken an Auszubildende weiterzugeben, die ihn nicht mehr erlebt hatten. Eine Mitarbeiterin sagte: „In einer Demokratie ist es wichtig, Haltung zu zeigen. Sie lebt von den Mutigen und nicht von den Feigen.“ Bischöfin Beate Hofmann (Evangelische Kirche von Kurhessen-Waldeck) würdigte Lübckes Einsatz für Demokratie und warnte: „Die Zahl der Menschen, die so denken wie die Mörder von Walter Lübcke, wird größer in unserem Land.“ Sie verwies dazu auf die AfD, den Abbau demokratischer Rechte in den USA und andere autoritäre Systeme. Stattdessen brauche es eine Streitkultur in gegenseitiger Achtung. Im Beisein von Christoph Lübcke läutete die Martinskirche wie stets am 2. Juni die Osanna-Glocke zum Gedenken an Walter Lübcke und alle Opfer politischen Terrors, auch für das Kasseler NSU-Opfer Halit Yozgat.